# Міжнародна академія філософії
Міжнародна академія філософії (нім. Internationale Akademie für Philosophie, скорочено — IAP) — приватна академія, розташована у місті Бендерн, князівство Ліхтенштейн.
Була заснована у 1986 році як «Інститут філософії» (нім. Hochschule für Philosophie). Нарівні з навчальною програмою бакалавра, магістра та здобуттям вченого звання доцента можна здобути ступінь PhD у галузі філософії. Девіз академії — diligere veritatem omnem et в omnibus (Любити всю правду і любити її у всьому).
Сертифікати, що видаються академією, відповідають ліхтеншнейнскому закону про вищу освіту і задовольняють вимогам Європейського Союзу про взаємне визнання.
Головою кураторії є Ніколаус фон унд цу Ліхтенштейн.